# Актюбинский район
Актюбинский район — единица административного деления Актюбинской губернии, Актюбинского округа, Казакской АССР и Актюбинской области, существовавшая с апреля 1921 года по июль 1922 года, с 1928 года по октябрь 1933 года и с 1970 года по июнь 1997 года.
Актюбинский район был образован 12 апреля 1921 года из волостей Актюбинского уезда Оренбургско-Тургайской губернии.
5 июля 1922 года Актюбинский район был преобразован в Актюбинский уезд.
В 1928 году Актюбинский район был восстановлен в составе Актюбинского округа.
В 1930 году, в связи с ликвидацией окружного деления, Актюбинский район перешёл в прямое подчинение Казакской АССР.
В 1932 году Актюбинский район вошёл в состав Актюбинской области, но уже в октябре 1933 был упразднён.
Вновь Актюбинский район был создан в 1970 году.
17 июня 1997 года Актюбинский район вновь был упразднён.